# ریوو (پنسیلوانیا)
ریوو (به انگلیسی: Rew) یک منطقهٔ مسکونی در ایالات متحده آمریکا است که در McKean County واقع شده‌است. ریوو ۱۹۹ نفر جمعیت دارد.